# Bein Nátán
Bein Nátán (Sárospatak, 1825 – Lemes, 1906) rabbi

## Élete
Morvaországi jesivákon tanult s főleg Kvets Salamon híres leipniki rabbit hallgatta. Első rabbiállása a Kassa mellett levő „Öt falu” volt, majd negyven éven át Lemesen működött és nagy talmudtudós hírében állott; sok tanítványt nevelt. Összegyűjtött döntvényei, illetve prédikációi 1909-ben jelentek meg Győrben.[forrás?]